# Macrobrachium kempi
Macrobrachium kempi is een garnalensoort uit de familie van de Palaemonidae. De wetenschappelijke naam van de soort is voor het eerst geldig gepubliceerd in 1949 door Tiwari.